# Josef Becker (Bibliothekar)
Josef Becker, eigentlich Joseph Becker (* 15. August 1883 in Undenheim; † 17. August 1949 in Berlin), war ein deutscher Bibliothekar.

## Leben
Nach dem Besuch des Gymnasiums in Benzheim studierte Becker Geschichte, Philosophie und Germanistik in Freiburg und München. 1906 wurde er in München mit einer Arbeit zu Liutprand von Cremona promoviert und legte im selben Jahr das Staatsexamen für das Lehramt ab. Für die Monumenta Germaniae Historica gab er 1915 die Werke Liutprands heraus. Bis 1915 war Becker als Lehrer an Gymnasien in Posen und Rogasen tätig und leistete danach bis 1918 Kriegsdienst. Nach dem Ende des Ersten Weltkriegs trat er 1919 in den Höheren Bibliotheksdienst ein, zunächst in der Universitätsbibliothek Marburg, 1920 an der Preußischen Staatsbibliothek in Berlin, 1921 an der Universitätsbibliothek Göttingen. 1925 wurde er stellvertretender Direktor der Universitätsbibliothek Breslau. 1929 übernahm er die Leitung der Stadtbibliothek Breslau. 1933 ging Becker als Direktor an die Universitätsbibliothek Göttingen, um zwei Jahre später als Erster Direktor (Stellvertreter des Generaldirektors) an die Preußische Staatsbibliothek zu wechseln. Diese Stelle verlor er bei Kriegsende. 1948, ein Jahr vor seinem Tod, übernahm er die Leitung der Universitätsbibliothek der Technischen Universität Berlin.
Beckers Wirken an der Berliner Staatsbibliothek fällt überwiegend in die Zeit des Zweiten Weltkriegs, als er einerseits die Auslagerung der Bibliotheksbestände an zahlreiche Standorte organisierte, andererseits für in der Tschechoslowakei geraubte Buchbestände zuständig war. Anfang der 1940er Jahre war er zum kommissarischen Leiter der National- und Hochschulbibliotheken in Prag ernannt worden. 1942 wurde er Honorarprofessor an der Berliner Universität.

## Schriften (Auswahl)
- Textgeschichte Liudprands von Cremona. Beck, München 1908 (Quellen und Untersuchungen zur lateinischen Philologie des Mittelalters; 3,2).
- Die Aufnahme der Leibniz-Molanschen kirchlichen Unionsbestrebungen in Schlesien. In: Zeitschrift des Vereins für Geschichte Schlesiens, Bd. 65 (1931), S. 358–390.
- Paul de Lagarde. Coleman, Lübeck 1935 (Colemans kleine Biographien; 65).
- Die Bibliothek des Zacharias Konrad von Uffenbach. In: Festschrift Georg Leyh. Harrassowitz, Leipzig 1937, S. 129–148.
- Emil Jacobs †. In: Zentralblatt für Bibliothekswesen, Jg. 57 (1940), Heft 11/12, S. 501–510.